# .mm
mm je vrhovna internetska domena (country code top-level domain - ccTLD) za Mjanmar, dodijeljena 1997. godine. Domenom upravlja Ministarstvo komunikacija, pošte i telegrafa.

## Vanjske poveznice
- IANA .mm whois informacija  Arhivirana inačica izvorne stranice od 21. kolovoza 2008. (Wayback Machine)